# Чинь Ньы Кхюэ, Иосиф Мария
Иосиф Мария Чинь Ньы Кхюе (вьет. Giuse Maria Trịnh Như Khuê; 11 декабря 1898, Чангзуэ, Французский Индокитай — 27 ноября 1978, Ханой, Вьетнам) — первый вьетнамский кардинал. Титулярный епископ Синая и апостольский викарий Ханоя с 18 апреля 1950 по 24 ноября 1960. Архиепископ Ханоя с 24 ноября 1960 по 27 ноября 1978. Кардинал-священник с титулом церкви Сан-Франческо-ди-Паола-аи-Монти с 24 мая 1976.